# Laophontopsis lilljeborgia
Laophontopsis lilljeborgia is een eenoogkreeftjessoort uit de familie van de Laophontopsidae. De wetenschappelijke naam van de soort is voor het eerst geldig gepubliceerd in 1877 door Kritchagin.